# Аурел, Марко
Марко Аурел (кат. Marco Aurel; даты рождения и смерти неизвестны) — учёный-математик немецкого происхождения, работавший в Валенсии в XVI веке.
О его жизни ничего не известно, кроме его немецкого происхождения, о чём он сам говорит в своей книге. Известно также, что в 1541 году Марко Аурел уже жил в Валенсии, где работал школьным учителем в середине XVI века.
Он автор первого трактата по алгебре «Libro primero de arithmetica algebratica», который был опубликован на испанском языке в 1552 году. Его работа под названием «Libro primero de arithmetica algebratica» ((Первая книга об алгебраической арифметике, в которой содержится Меркантивольское искусство, а также множество других правил второстепенного искусства и правила алгебры, обычно называемые искусством, основным или правилом вещи. Без чего нельзя понять десятую часть Эвклида и многие другие красоты, как в арифметике, так и в геометрии (Валенсия, 1552)), сыграла важную роль во введении в Испании новой алгебры и оказала большое влияние на развитие математики в Испании.
Существует ещё одна книга, написанная ранее в 1520-е годы на каталонском языке, приписываемый Венталлолу, но она так и не была опубликована и сохранилась лишь в рукописи, поэтому в расчёт не идёт.
Трактат Аурела состоял из трёх частей, из которых сохранилась только первая. Вторая и третья были переведены на арабский язык. Считается, что книга является очевидным доказательством задержки развития математики на Пиренейском полуострове, поскольку первые европейские трактаты по алгебре датируются XV веком, а первое издание на полуострове датируется только 1552 годом. Единственная заслуга, состоит в том, что Аурел ввёл немецкую математическую нотацию вместо итальянской.
В 1541 году Аурел также опубликовал в Валенсии книгу по коммерческой арифметике, применяемой также в финансовой деятельности, под названием «Tratado muy utile y prouechoso para toda manera de tratantes y personas aficcionadas al cont» (Очень полезный и прибыльный трактат для всех торговцев, увлекающихся счётом: краткие правила снижения стоимости монет (Валенсия, 1541)